# Abu Dhabis Grand Prix 2010
Abu Dhabis Grand Prix 2010, officiellt 2010 Formula 1 Etihad Airways Abu Dhabi Grand Prix var en Formel 1-tävling som hölls den 14 november 2010 på Yas Marina Circuit i Abu Dhabi, Förenade Arabemiraten. Det var den nittonde och sista tävlingen av Formel 1-säsongen 2010 och kördes över 55 varv.

## Rapport
Loppet var den andra upplagan av Abu Dhabis Grand Prix och vanns av Sebastian Vettel för Red Bull, som därmed vann förarmästerskapet 2010. Han blev med detta den yngste segraren av förarmästerskapet genom tiderna vid en ålder av 23 år och 134 dagar. Före loppet ledde spanjoren Fernando Alonso mästerskapet och behövde endast 12 poäng (4:e placering) för att vinna titeln. Alonso hamnade bakom de bägge Renault-förarna Robert Kubica (5:a, 10 poäng) och Vitalij Petrov (6:a, 8 poäng) efter ett däckbyte och kunde inte ta sig förbi dessa förare under andra halvan av loppet. Alonso tog endast 6 poäng och förlorade mästerskapet med endast fyra poäng. Lewis Hamilton och Jenson Button kom 2:a respektive 3:a i loppet. Under Brasiliens Grand Prix hade Red Bull-Renault redan vunnit konstruktörsmästerskapet med Sebastian Vettel och Mark Webber.

## Kvalet
| KR. | Nr | Förare             | Konstruktör          | Q1       | Q2       | Q3       | Grid |
| --- | -- | ------------------ | -------------------- | -------- | -------- | -------- | ---- |
| 1   | 5  | Sebastian Vettel   | Red Bull-Renault     | 1.40,318 | 1.39,874 | 1.39,394 | 1    |
| 2   | 2  | Lewis Hamilton     | McLaren-Mercedes     | 1.40,335 | 1.40,119 | 1.39,425 | 2    |
| 3   | 8  | Fernando Alonso    | Ferrari              | 1.40,170 | 1.40,311 | 1.39,792 | 3    |
| 4   | 1  | Jenson Button      | McLaren-Mercedes     | 1.40,877 | 1.40,014 | 1.39,823 | 4    |
| 5   | 6  | Mark Webber        | Red Bull-Renault     | 1.40,690 | 1.40,074 | 1.39,925 | 5    |
| 6   | 7  | Felipe Massa       | Ferrari              | 1.40,942 | 1.40,323 | 1.40,202 | 6    |
| 7   | 9  | Rubens Barrichello | Williams-Cosworth    | 1.40,904 | 1.40,476 | 1.40,203 | 7    |
| 8   | 3  | Michael Schumacher | Mercedes             | 1.41,222 | 1.40,452 | 1.40,516 | 8    |
| 9   | 4  | Nico Rosberg       | Mercedes             | 1.40,231 | 1.40,060 | 1.40,589 | 9    |
| 10  | 12 | Vitalij Petrov     | Renault              | 1.41,018 | 1:40:658 | 1.40,901 | 10   |
| 11  | 11 | Robert Kubica      | Renault              | 1.41,336 | 1.40,780 |          | 11   |
| 12  | 23 | Kamui Kobayashi    | Sauber-Ferrari       | 1.41,045 | 1.40,783 |          | 12   |
| 13  | 14 | Adrian Sutil       | Force India-Mercedes | 1.41,473 | 1.40,914 |          | 13   |
| 14  | 22 | Nick Heidfeld      | Sauber-Ferrari       | 1.41,409 | 1.41,113 |          | 14   |
| 15  | 10 | Nico Hülkenberg    | Williams-Cosworth    | 1.41,015 | 1.41,418 |          | 15   |
| 16  | 15 | Vitantonio Liuzzi  | Force India-Mercedes | 1.41,681 | 1.41,642 |          | 16   |
| 17  | 17 | Jaime Alguersuari  | Toro Rosso-Ferrari   | 1.41,707 | 1.41,738 |          | 17   |
| 18  | 16 | Sébastien Buemi    | Toro Rosso-Ferrari   | 1.41,824 |          |          | 18   |
| 19  | 18 | Jarno Trulli       | Lotus-Cosworth       | 1.43,516 |          |          | 19   |
| 20  | 19 | Heikki Kovalainen  | Lotus-Cosworth       | 1.43,712 |          |          | 20   |
| 21  | 24 | Timo Glock         | Virgin-Cosworth      | 1.44,095 |          |          | 21   |
| 22  | 25 | Lucas di Grassi    | Virgin-Cosworth      | 1.44,510 |          |          | 22   |
| 23  | 21 | Bruno Senna        | HRT-Cosworth         | 1.45,085 |          |          | 23   |
| 24  | 20 | Christian Klien    | HRT-Cosworth         | 1.45,296 |          |          | 24   |

| Vidare från första kvalrundan ▬▬ Vidare från andra kvalrundan ▬▬ |

## Loppet

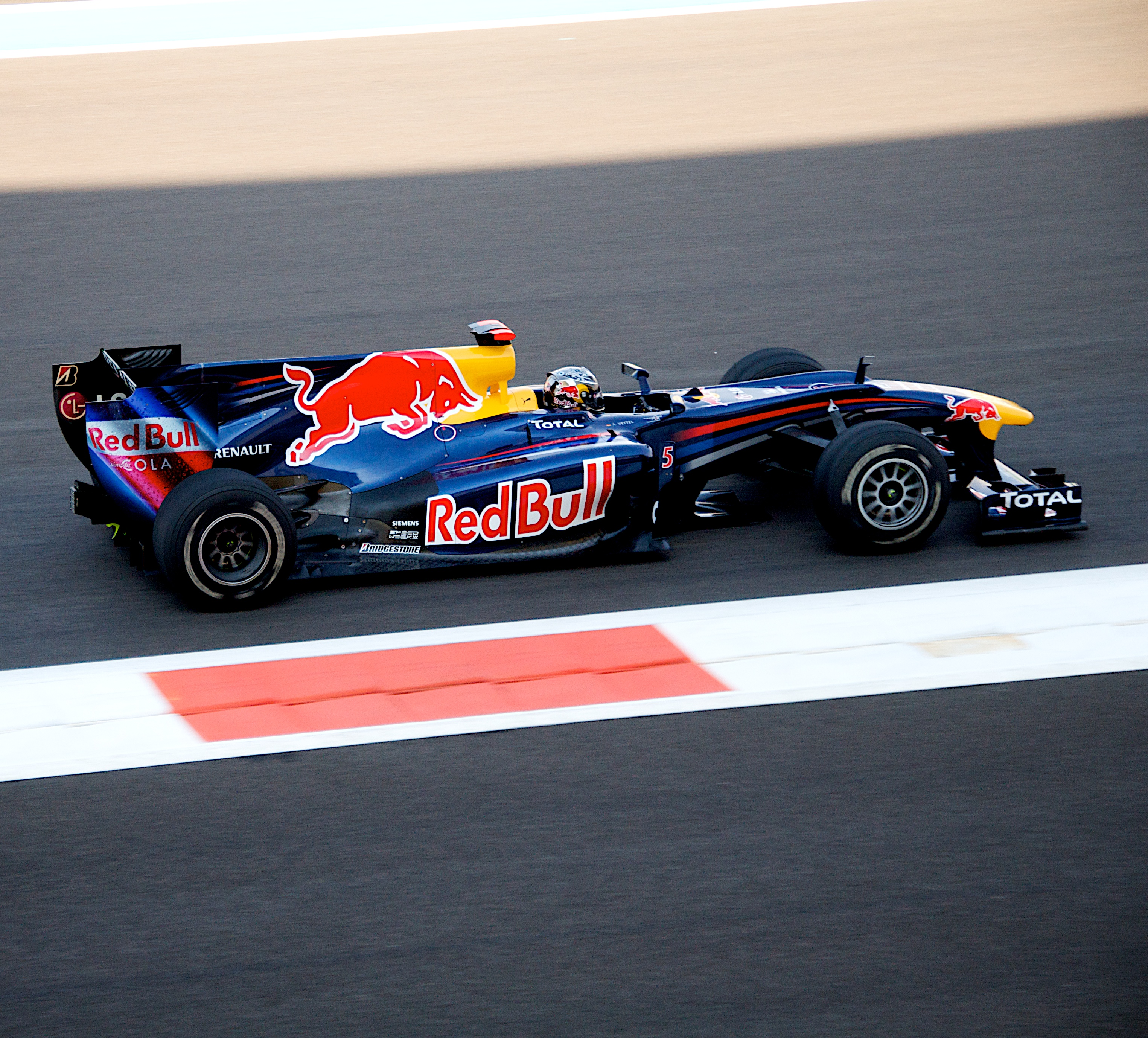
Sebastian Vettel vann loppet och blev därmed den yngsta Formel 1-världsmästaren någonsin.

| Pos. | Nr | Förare             | Konstruktör          | Varv | Tid         | Grid | P  |
| ---- | -- | ------------------ | -------------------- | ---- | ----------- | ---- | -- |
| 1    | 5  | Sebastian Vettel   | Red Bull-Renault     | 55   | 1:39.36,837 | 1    | 25 |
| 2    | 2  | Lewis Hamilton     | McLaren-Mercedes     | 55   | +10,162     | 2    | 18 |
| 3    | 1  | Jenson Button      | McLaren-Mercedes     | 55   | +11,047     | 4    | 15 |
| 4    | 4  | Nico Rosberg       | Mercedes             | 55   | +30,747     | 9    | 12 |
| 5    | 11 | Robert Kubica      | Renault              | 55   | +39,026     | 11   | 10 |
| 6    | 12 | Vitalij Petrov     | Renault              | 55   | +43,520     | 10   | 8  |
| 7    | 8  | Fernando Alonso    | Ferrari              | 55   | +43,797     | 3    | 6  |
| 8    | 6  | Mark Webber        | Red Bull-Renault     | 55   | +44,243     | 5    | 4  |
| 9    | 17 | Jaime Alguersuari  | Toro Rosso-Ferrari   | 55   | +50,201     | 17   | 2  |
| 10   | 7  | Felipe Massa       | Ferrari              | 55   | +50,868     | 6    | 1  |
| 11   | 22 | Nick Heidfeld      | Sauber-Ferrari       | 55   | +51,551     | 14   |    |
| 12   | 9  | Rubens Barrichello | Williams-Cosworth    | 55   | +57,686     | 7    |    |
| 13   | 14 | Adrian Sutil       | Force India-Mercedes | 55   | +58,325     | 13   |    |
| 14   | 23 | Kamui Kobayashi    | Sauber-Ferrari       | 55   | +59,558     | 12   |    |
| 15   | 16 | Sébastien Buemi    | Toro Rosso-Ferrari   | 55   | +1.03,178   | 18   |    |
| 16   | 10 | Nico Hülkenberg    | Williams-Cosworth    | 55   | +1.04,763   | 15   |    |
| 17   | 19 | Heikki Kovalainen  | Lotus-Cosworth       | 54   | +1 varv     | 20   |    |
| 18   | 25 | Lucas di Grassi    | Virgin-Cosworth      | 53   | +2 varv     | 22   |    |
| 19   | 21 | Bruno Senna        | HRT-Cosworth         | 53   | +2 varv     | 23   |    |
| 20   | 20 | Christian Klien    | HRT-Cosworth         | 53   | +2 varv     | 24   |    |
| 21   | 18 | Jarno Trulli       | Lotus-Cosworth       | 51   | +4 varv     | 19   |    |
| Ret  | 24 | Timo Glock         | Virgin-Cosworth      | 43   | Växellåda   | 21   |    |
| Ret  | 3  | Michael Schumacher | Mercedes             | 0    | Kollision   | 8    |    |
| Ret  | 15 | Vitantonio Liuzzi  | Force India-Mercedes | 0    | Kollision   | 16   |    |

| Förare och stall som tog poäng ▬▬ |

## Ställning efter loppet
| Pos. | Förare           | Poäng |
| ---- | ---------------- | ----- |
| 1    | Sebastian Vettel | 256   |
| 2    | Fernando Alonso  | 252   |
| 3    | Mark Webber      | 242   |
| 4    | Lewis Hamilton   | 240   |
| 5    | Jenson Button    | 214   |

| Pos. | Konstruktör      | Poäng |
| ---- | ---------------- | ----- |
| 1    | Red Bull-Renault | 498   |
| 2    | McLaren-Mercedes | 454   |
| 3    | Ferrari          | 396   |
| 4    | Mercedes         | 214   |
| 5    | Renault          | 163   |

Noteringar:
- För mer information om säsongen och fullständiga sluttabeller, se artikeln Formel 1-VM 2010.